# Liste des lauréats et nommés français aux Oscars
Cet article présente la liste des lauréats et nommés français aux Oscars.
Aux Oscars, en 97 éditions, la France a obtenu 360 nominations (hors Oscars d'honneur et Oscars spéciaux) et a été primée 96 fois (hors Oscars scientifiques et techniques), toutes catégories confondues (films, acteurs, actrices, cinéastes, scénaristes, musicien(ne)s, costumier(e)s, etc.).
Cette page répertorie les nominations et les récompenses qui concernent :
- les productions ou coproductions françaises (ce qui inclut les films étrangers coproduits par des sociétés françaises)
- les personnalités ayant la nationalité française, quelle que soit la nationalité du film concerné par leur travail.

## Éligibilité
Les Oscars ont toujours privilégié le cinéma américain mais ils concernent en réalité le cinéma mondial. En effet, n'importe quel film est éligible pour être nommé, à la condition d'avoir été exploité une semaine dans au moins un cinéma du Comté de Los Angeles (comté le plus peuplé des États-Unis) durant l'année qui précède la cérémonie.
La seule catégorie qui n'oblige pas une exploitation américaine est celle du meilleur film international (nommé jusqu'en 2019, meilleur film en langue étrangère). La seule exigence est une exploitation en salle, que ce soit aux États-Unis ou à l'étranger. Contrairement aux autres catégories, les films candidats sont désignés par chaque pays, les votants de l'académie votent parmi ces propositions. Les films américains et les films anglophones ne peuvent y participer.

## Historique
La comédie musicale en langue anglaise Emilia Pérez de Jacques Audiard est le film français le plus nommé de l'histoire avec 13 nominations en 2025. Il détrône le film muet en noir et blanc The Artist de Michel Hazanavicius (10 nominations en 2012). Ce dernier est par ailleurs le premier long métrage au financement majoritairement français et la deuxième œuvre dont la production n'est pas essentiellement anglo-saxonne à recevoir l'Oscar du meilleur film (après Le Dernier Empereur de Bernardo Bertolucci en 1988). The Artist a récolté 5 statuettes (meilleur film, meilleure réalisation, meilleur acteur, meilleure bande originale et meilleurs costumes) ce qui en fait le film français le plus oscarisé de toute l'histoire de la manifestation devant Tess et Le Pianiste de Roman Polanski (3 trophées chacun) puis Un homme et une femme de Claude Lelouch, Z de Costa-Gavras et La Môme d'Olivier Dahan (2 distinctions à chaque fois).
Les deux personnalités françaises les plus nommées sont le costumier Jean-Louis Berthault, dit Jean Louis (14 citations dont 1 statuette) et le compositeur Michel Legrand (13 citations et 3 statuettes). La musique a toujours souri aux Français puisque, hors catégorie meilleur film étranger, c'est là qu'on trouve le plus grand nombre de nommés et de lauréats. Comme Michel Legrand, Maurice Jarre a également récolté 3 Oscars pour ses différentes partitions mais n'a reçu « que » 9 nominations. Alexandre Desplat a remporté 2 statuettes et totalise à ce jour 11 nominations. Francis Lai, Georges Delerue, Gabriel Yared et Ludovic Bource ont aussi été primés dans cette catégorie..
Avec 4 nominations dans la catégorie meilleur acteur, Charles Boyer est le comédien le plus nommé. Il n'a reçu qu'un Oscar d'honneur en 1943. Deux nominations et un Oscar d'honneur également pour Maurice Chevalier. Jean Dujardin est aujourd'hui le seul comédien français à compter une victoire dans cette catégorie grâce à son rôle muet dans The Artist en 2012. Claudette Colbert est l'actrice la plus nommée avec trois citations et un Oscar de la meilleure actrice en 1935 pour New York-Miami. Simone Signoret arrive ensuite avec deux mentions comme meilleure actrice et une victoire en 1960 pour Les Chemins de la haute ville. Isabelle Adjani reçut aussi deux nominations pour le meilleur premier rôle, et la première pour deux films français : en 1976 et en 1990, mais sans succès. Marion Cotillard est la première et seule comédienne française récompensée d'un Oscar de la meilleure actrice pour un rôle en français (La Môme en 2008).
Du côté des réalisateurs, on note que Roman Polanski (en 2003) et Michel Hazanavicius (en 2012) restent les deux seuls cinéastes français à avoir obtenu l'Oscar de la meilleure réalisation. Claude Lelouch a emporté deux Oscars en 1967 pour Un homme et une femme (meilleur film étranger et meilleur scénario) ; pour ce film, il a été nommé également pour la meilleure réalisation. Il concourt l'année suivante dans la catégorie meilleur film étranger pour Vivre pour vivre, ainsi qu'en 1976 comme scénariste pour Toute une vie (5 nominations en tout, donc). Même doublé pour Costa-Gavras avec l'Oscar du meilleur film étranger en 1970 pour Z et celui du meilleur scénario en 1983 pour Missing. Le cinéaste a été également nommé dans la catégorie meilleur film, meilleure réalisation et meilleur scénario pour Z et meilleur film pour Missing (5 nominations également).
Avec 8 nominations, Roman Polanski est quant à lui le recordman des réalisateurs français : 3 citations dans la catégorie meilleure réalisation et une victoire en 2003 pour Le Pianiste. Il a également été nommé 3 fois dans la catégorie meilleur film, une fois comme meilleur film étranger (sous couleurs polonaises) et une autre fois comme scénariste. Avec 6 nominations (dont une pour la meilleure réalisation), François Truffaut n'a empoché qu'un Oscar, celui du meilleur film étranger en 1974 avec La Nuit américaine. Il a, par ailleurs, été nommé deux fois comme meilleur scénariste.
Le réalisateur Louis Malle a été nommé deux fois dans la catégorie meilleur film étranger, une fois dans la catégorie meilleur film, une comme réalisateur pour Atlantic City et enfin deux fois comme scénariste. Il a décroché son seul Oscar en 1957 pour le documentaire Le Monde du silence coréalisé avec Jacques-Yves Cousteau.
Avec deux Oscars du meilleur film étranger (Au-delà des grilles en 1951 et Jeux interdits en 1953), René Clément domine la catégorie. Doublé également côté documentaire pour Jacques-Yves Cousteau. Et, avec deux statuettes, Edmond Séchan est le français le plus titré pour les courts métrages.

## Catégories

### Oscar d'honneur
L'Oscar d'honneur comporte uniquement des lauréats, il n'y a pas de nominations. Depuis 2009, les prix honorifiques sont remis aux Governors Awards, au mois de novembre précédant la cérémonie des Oscars.
| Année                            | Statut  | Personnalité         |
| -------------------------------- | ------- | -------------------- |
| 1943                             | Lauréat | Charles Boyer        |
| 1959                             | Lauréat | Maurice Chevalier    |
| 1974                             | Lauréat | Henri Langlois       |
| 1975                             | Lauréat | Jean Renoir          |
| 2011 (remis le 13 novembre 2010) | Lauréat | Jean-Luc Godard      |
| 2015 (remis le 8 novembre 2014)  | Lauréat | Jean-Claude Carrière |
| 2018                             | Lauréat | Agnès Varda          |
| 2023                             | Lauréat | Euzhan Palcy         |

En 2011, Jean-Luc Godard a refusé de venir chercher son Oscar, prétextant un état de santé compliquant une traversée de l'Atlantique et dénonçant le fait que la statuette lui soit attribuée en dehors de la cérémonie annuelle. À l'occasion de ses 50 ans de carrière, Jeanne Moreau a été récompensée en 1998 par un prix d'honneur remis par Sharon Stone. Ce prix a été attribué en dehors de la cérémonie annuelle et ne figure pas dans les archives officielles de l'Academy of Motion Picture Arts and Sciences.

### Oscar du meilleur film
Les récipiendaires de l'Oscar du meilleur film sont les producteurs.
| Année | Statut  | Film                 | Producteur(s)                                                 |
| ----- | ------- | -------------------- | ------------------------------------------------------------- |
| 1939  | Nommé   | La Grande Illusion   | Frank Rollmer and Albert Pinkovitch                           |
| 1970  | Nommé   | Z                    | Jacques Perrin Ahmed Rachedi                                  |
| 1981  | Nommé   | Tess                 | Claude Berri Timothy Burrill                                  |
| 1982  | Nommé   | Atlantic City        | Denis Héroux John Kemeny                                      |
| 2003  | Nommé   | Le Pianiste          | Robert Benmussa Roman Polanski Alain Sarde                    |
| 2012  | Lauréat | The Artist           | Thomas Langmann                                               |
| 2013  | Nommé   | Amour                | Stefan Arndt Veit Heiduschka Margaret Menegoz Michael Katz    |
| 2021  | Nommé   | The Father           | David Parfitt Jean-Louis Livi Philippe Carcassonne            |
| 2022  | Lauréat | Coda                 | Philippe Rousselet Fabrice Gianfermi Patrick Wachsberger (de) |
| 2024  | Nommé   | Anatomie d'une chute | Marie-Ange Luciani et David Thion                             |
| 2025  | Nommé   | Emilia Pérez         | Jacques Audiard et Pascal Caucheteux                          |
| 2025  | Nommé   | The Substance        | Coralie Fargeat, Tim Bevan et Eric Fellner                    |

### Oscar de la meilleure réalisation
| Année | Statut  | Réalisateur         | Film                  |
| ----- | ------- | ------------------- | --------------------- |
| 1946  | Nommé   | Jean Renoir         | L'Homme du Sud        |
| 1967  | Nommé   | Claude Lelouch      | Un homme et une femme |
| 1970  | Nommé   | Costa-Gavras        | Z                     |
| 1975  | Nommé   | François Truffaut   | La Nuit américaine    |
| 1975  | Nommé   | Roman Polanski      | Chinatown             |
| 1980  | Nommé   | Édouard Molinaro    | La Cage aux folles    |
| 1981  | Nommé   | Roman Polanski      | Tess                  |
| 1982  | Nommé   | Louis Malle         | Atlantic City         |
| 2003  | Lauréat | Roman Polanski      | Le Pianiste           |
| 2012  | Lauréat | Michel Hazanavicius | The Artist            |
| 2017  | Lauréat | Damien Chazelle     | La La Land            |
| 2024  | Nommée  | Justine Triet       | Anatomie d'une chute  |
| 2025  | Nommé   | Jacques Audiard     | Emilia Perez          |
| 2025  | Nommée  | Coralie Fargeat     | The Substance         |

### Oscar du meilleur acteur
| Année | Statut  | Acteur            | Film                 |
| ----- | ------- | ----------------- | -------------------- |
| 1930  | Nommé   | Maurice Chevalier | La Grande Mare       |
| 1930  | Nommé   | Maurice Chevalier | Parade d'amour       |
| 1938  | Nommé   | Charles Boyer     | Marie Walewska       |
| 1939  | Nommé   | Charles Boyer     | Casbah               |
| 1945  | Nommé   | Charles Boyer     | Hantise              |
| 1962  | Nommé   | Charles Boyer     | Fanny                |
| 1991  | Nommé   | Gérard Depardieu  | Cyrano de Bergerac   |
| 2012  | Lauréat | Jean Dujardin     | The Artist           |
| 2018  | Nommé   | Timothée Chalamet | Call Me by Your Name |
| 2025  | Nommé   | Timothée Chalamet | A Complete Unknown   |

### Oscar de la meilleure actrice
| Année | Statut   | Actrice                  | Film                          |
| ----- | -------- | ------------------------ | ----------------------------- |
| 1935  | Lauréate | Claudette Colbert        | New York-Miami                |
| 1936  | Nommée   | Claudette Colbert        | Mondes privés                 |
| 1945  | Nommée   | Claudette Colbert        | Depuis ton départ             |
| 1954  | Nommée   | Leslie Caron             | Lili                          |
| 1960  | Lauréate | Simone Signoret          | Les Chemins de la haute ville |
| 1964  | Nommée   | Leslie Caron             | La Chambre indiscrète         |
| 1966  | Nommée   | Simone Signoret          | La Nef des fous               |
| 1967  | Nommée   | Anouk Aimée              | Un homme et une femme         |
| 1976  | Nommée   | Isabelle Adjani          | L'Histoire d'Adèle H.         |
| 1977  | Nommée   | Marie-Christine Barrault | Cousin, cousine               |
| 1990  | Nommée   | Isabelle Adjani          | Camille Claudel               |
| 1993  | Nommée   | Catherine Deneuve        | Indochine                     |
| 2001  | Nommée   | Juliette Binoche         | Le Chocolat                   |
| 2008  | Lauréate | Marion Cotillard         | La Môme                       |
| 2013  | Nommée   | Emmanuelle Riva          | Amour                         |
| 2015  | Nommée   | Marion Cotillard         | Deux jours, une nuit          |
| 2017  | Nommée   | Isabelle Huppert         | Elle                          |

### Oscar du meilleur acteur dans un second rôle
| Année | Statut | Acteur        | Film                                    |
| ----- | ------ | ------------- | --------------------------------------- |
| 2012  | Nommé  | Max von Sydow | Extrêmement fort et incroyablement près |

### Oscar de la meilleure actrice dans un second rôle
| Année | Statut   | Actrice          | Film               |
| ----- | -------- | ---------------- | ------------------ |
| 1953  | Nommée   | Colette Marchand | Moulin Rouge       |
| 1965  | Lauréate | Lila Kedrova     | Zorba le Grec      |
| 1967  | Nommée   | Jocelyne LaGarde | Hawaï              |
| 1997  | Lauréate | Juliette Binoche | Le Patient anglais |
| 2012  | Nommée   | Bérénice Bejo    | The Artist         |

### Oscar du meilleur film en langue étrangère
De 1949 à 1956, l'Oscar n'avait aucune procédure de nomination, seul le lauréat est annoncé. Depuis 1957, chaque pays participant envoie un film qui le représente, désigné par un comité local. Un film ne représente qu'un seul pays et chaque pays n'envoie qu'un seul film chaque année. Le pays représenté dépend de la nationalité de la production. L'académie vote parmi les propositions les nommés puis le lauréat.
Sont seulement indiquées ici les productions ou coproductions françaises nommées ou gagnantes, ce qui exclut les propositions non-nommées.
| Année | Statut  | Film                                | Réalisateur            | Pays représenté |
| ----- | ------- | ----------------------------------- | ---------------------- | --------------- |
| 1949  | Lauréat | Monsieur Vincent                    | Maurice Cloche         | France          |
| 1951  | Lauréat | Au-delà des grilles                 | René Clément           | France          |
| 1953  | Lauréat | Jeux interdits                      | René Clément           | France          |
| 1957  | Nommé   | Gervaise                            | René Clément           | France          |
| 1958  | Nommé   | Porte des Lilas                     | René Clair             | France          |
| 1959  | Lauréat | Mon oncle                           | Jacques Tati           | France          |
| 1960  | Lauréat | Orfeu Negro                         | Marcel Camus           | France          |
| 1961  | Nommé   | La Vérité                           | Henri-Georges Clouzot  | France          |
| 1963  | Lauréat | Les Dimanches de Ville d'Avray      | Serge Bourguignon      | France          |
| 1964  | Nommé   | Le Couteau dans l'eau               | Roman Polanski         | Pologne         |
| 1965  | Nommé   | Les Parapluies de Cherbourg         | Jacques Demy           | France          |
| 1967  | Lauréat | Un homme et une femme               | Claude Lelouch         | France          |
| 1968  | Nommé   | Vivre pour vivre                    | Claude Lelouch         | France          |
| 1969  | Nommé   | Baisers volés                       | François Truffaut      | France          |
| 1970  | Lauréat | Z                                   | Costa-Gavras           | Algérie         |
| 1970  | Nommé   | Ma nuit chez Maud                   | Éric Rohmer            | France          |
| 1971  | Nommé   | Hoa-Binh                            | Raoul Coutard          | France          |
| 1971  | Nommé   | Tristana                            | Luis Buñuel            | Espagne         |
| 1973  | Lauréat | Le Charme discret de la bourgeoisie | Luis Buñuel            | France          |
| 1974  | Lauréat | La Nuit américaine                  | François Truffaut      | France          |
| 1974  | Nommé   | L'Invitation                        | Claude Goretta         | Suisse          |
| 1975  | Nommé   | Lacombe Lucien                      | Louis Malle            | France          |
| 1977  | Lauréat | La Victoire en chantant             | Jean-Jacques Annaud    | Côte d'Ivoire   |
| 1977  | Nommé   | Cousin, cousine                     | Jean-Charles Tacchella | France          |
| 1978  | Lauréat | La Vie devant soi                   | Moshé Mizrahi          | France          |
| 1978  | Nommé   | Cet obscur objet du désir           | Luis Buñuel            | Espagne         |
| 1979  | Lauréat | Préparez vos mouchoirs              | Bertrand Blier         | France          |
| 1980  | Nommé   | Une histoire simple                 | Claude Sautet          | France          |
| 1981  | Nommé   | Le Dernier Métro                    | François Truffaut      | France          |
| 1983  | Nommé   | Coup de torchon                     | Bertrand Tavernier     | France          |
| 1984  | Nommé   | Coup de foudre                      | Diane Kurys            | France          |
| 1984  | Nommé   | Le Bal                              | Ettore Scola           | Algérie         |
| 1985  | Lauréat | La Diagonale du fou                 | Richard Dembo          | Suisse          |
| 1986  | Nommé   | Trois hommes et un couffin          | Coline Serreau         | France          |
| 1987  | Nommé   | 37°2 le matin                       | Jean-Jacques Beineix   | France          |
| 1988  | Nommé   | Au revoir les enfants               | Louis Malle            | France          |
| 1990  | Nommé   | Camille Claudel                     | Bruno Nuytten          | France          |
| 1991  | Nommé   | Cyrano de Bergerac                  | Jean-Paul Rappeneau    | France          |
| 1993  | Lauréat | Indochine                           | Régis Wargnier         | France          |
| 1996  | Nommé   | Poussières de vie                   | Rachid Bouchareb       | Algérie         |
| 1997  | Nommé   | Ridicule                            | Patrice Leconte        | France          |
| 2000  | Nommé   | Est-Ouest                           | Régis Wargnier         | France          |
| 2000  | Nommé   | Himalaya : L'Enfance d'un chef      | Éric Valli             | Népal           |
| 2001  | Nommé   | Le Goût des autres                  | Agnès Jaoui            | France          |
| 2002  | Nommé   | Le Fabuleux Destin d'Amélie Poulain | Jean-Pierre Jeunet     | France          |
| 2005  | Nommé   | Les Choristes                       | Christophe Barratier   | France          |
| 2006  | Nommé   | Joyeux Noël                         | Christian Carion       | France          |
| 2007  | Nommé   | Indigènes                           | Rachid Bouchareb       | Algérie         |
| 2009  | Nommé   | Entre les murs                      | Laurent Cantet         | France          |
| 2010  | Nommé   | Un prophète                         | Jacques Audiard        | France          |
| 2011  | Nommé   | Hors-la-loi                         | Rachid Bouchareb       | Algérie         |
| 2013  | Lauréat | Amour                               | Michael Haneke         | Autriche        |
| 2014  | Nommé   | L'Image manquante                   | Rithy Panh             | Cambodge        |
| 2015  | Nommé   | Timbuktu                            | Abderrahmane Sissako   | Mauritanie      |
| 2016  | Nommé   | Mustang                             | Deniz Gamze Ergüven    | France          |
| 2017  | Lauréat | Le Client                           | Asghar Farhadi         | Iran            |
| 2020  | Nommé   | Les Misérables                      | Ladj Ly                | France          |
| 2023  | Nommé   | Close                               | Lukas Dhont            | Belgique        |
| 2025  | Nommé   | Emilia Perez                        | Jacques Audiard        | France          |
| 2025  | Nommé   | Flow                                | Gints Zilbalodis       | Lettonie        |

### Oscar du meilleur film documentaire
| Année | Statut  | Film                                 | Réalisateur                                      |
| ----- | ------- | ------------------------------------ | ------------------------------------------------ |
| 1956  | Nommé   | Crèvecoeur                           | Jacques Dupont                                   |
| 1957  | Lauréat | Le Monde du silence                  | Jacques-Yves Cousteau et Louis Malle             |
| 1962  | Lauréat | Le Ciel et la Boue                   | Pierre-Dominique Gaisseau                        |
| 1964  | Nommé   | Le Maillon et la Chaîne              | Jacques Ertaud et Bernard Gorki                  |
| 1965  | Lauréat | Le Monde sans soleil                 | Jacques-Yves Cousteau                            |
| 1966  | Nommé   | Mourir à Madrid                      | Frédéric Rossif                                  |
| 1967  | Nommé   | Le Volcan interdit                   | Haroun Tazieff                                   |
| 1968  | Lauréat | La Section Anderson                  | Pierre Schoendoerffer                            |
| 1970  | Lauréat | L'Amour de la vie : Artur Rubinstein | Gérard Patris et François Reichenbach            |
| 1972  | Nommé   | Le Chagrin et la Pitié               | Marcel Ophüls                                    |
| 1979  | Nommé   | Le Vent des amoureux                 | Albert Lamorisse                                 |
| 1989  | Lauréat | Hôtel Terminus                       | Marcel Ophüls                                    |
| 2002  | Lauréat | Un coupable idéal                    | Jean-Xavier de Lestrade                          |
| 2003  | Nommé   | Le Peuple migrateur                  | Jacques Perrin, Jacques Cluzaud et Michel Debats |
| 2006  | Lauréat | La Marche de l'empereur              | Luc Jacquet                                      |
| 2006  | Nommé   | Le Cauchemar de Darwin               | Hubert Sauper                                    |
| 2015  | Nommé   | Le Sel de la Terre                   | Wim Wenders et Juliano Ribeiro Salgado           |
| 2017  | Nommé   | I Am Not Your Negro                  | Raoul Peck                                       |
| 2018  | Nommés  | Visages, villages                    | Agnès Varda et JR                                |

### Oscar du meilleur film d'animation
| Année | Statut  | Film                         | Réalisateur                                       |
| ----- | ------- | ---------------------------- | ------------------------------------------------- |
| 2004  | Nommé   | Les Triplettes de Belleville | Sylvain Chomet                                    |
| 2008  | Nommé   | Persepolis                   | Marjane Satrapi et Vincent Paronnaud              |
| 2011  | Nommé   | L'Illusionniste              | Sylvain Chomet                                    |
| 2012  | Nommé   | Une vie de chat              | Jean-Loup Felicioli et Alain Gagnol               |
| 2014  | Nommé   | Moi, moche et méchant 2      | Pierre Coffin et Chris Renaud                     |
| 2014  | Nommé   | Ernest et Célestine          | Benjamin Renner, Stéphane Aubier et Vincent Patar |
| 2017  | Nommé   | Ma vie de Courgette          | Claude Barras                                     |
| 2017  | Nommé   | La Tortue rouge              | Michael Dudok de Wit                              |
| 2020  | Nommé   | J'ai perdu mon corps         | Jérémy Clapin                                     |
| 2025  | Lauréat | Flow                         | Gints Zilbalodis                                  |

### Oscar du meilleur scénario
| Année | Statut   | Catégorie          | Personnalité(s)                                                                        | Film                                  |
| ----- | -------- | ------------------ | -------------------------------------------------------------------------------------- | ------------------------------------- |
| 1947  | Nommé    | Scénario original  | Jacques Prévert                                                                        | Les Enfants du paradis                |
| 1950  | Nommés   | Scénario original  | Marcello Pagliero, Alfred Hayes, Federico Fellini, Sergio Amidei et Roberto Rossellini | Païsa                                 |
| 1952  | Nommé    | Scénario original  | Max Ophüls et Jacques Natanson                                                         | La Ronde                              |
| 1955  | Nommé    | Histoire originale | François Boyer                                                                         | Jeux interdits                        |
| 1956  | Nommé    | Histoire originale | Jean Marsan, Henri Troyat, Jacques Perret, Henri Verneuil et Raoul Ploquin             | Le Mouton à cinq pattes               |
| 1956  | Nommé    | Scénario original  | Jacques Tati et Henri Marquet                                                          | Les Vacances de monsieur Hulot        |
| 1957  | Lauréat  | Scénario original  | Albert Lamorisse                                                                       | Le Ballon rouge                       |
| 1957  | Nommé    | Histoire originale | Jean-Paul Sartre                                                                       | Les Orgueilleux                       |
| 1958  | Lauréats | Scénario adapté    | Pierre Boulle, Carl Foreman et Michael Wilson                                          | Le Pont de la rivière Kwaï            |
| 1960  | Nommé    | Scénario original  | François Truffaut et Marcel Moussy                                                     | Les Quatre Cents Coups                |
| 1961  | Nommé    | Scénario original  | Marguerite Duras                                                                       | Hiroshima mon amour                   |
| 1963  | Nommé    | Scénario original  | Alain Robbe-Grillet                                                                    | L'Année dernière à Marienbad          |
| 1964  | Nommés   | Scénario adapté    | Serge Bourguignon et Antoine Tudal                                                     | Les Dimanches de Ville d'Avray        |
| 1965  | Nommés   | Scénario original  | Jean-Paul Rappeneau, Ariane Mnouchkine, Daniel Boulanger et Philippe de Broca          | L’Homme de Rio                        |
| 1966  | Nommés   | Scénario original  | Jacques Demy                                                                           | Les Parapluies de Cherbourg           |
| 1967  | Lauréat  | Scénario original  | Claude Lelouch et Pierre Uytterhoeven                                                  | Un homme et une femme                 |
| 1968  | Nommé    | Scénario original  | Jorge Semprún                                                                          | La guerre est finie                   |
| 1969  | Nommé    | Scénario adapté    | Roman Polanski                                                                         | Rosemary's Baby                       |
| 1970  | Nommés   | Scénario original  | Costa-Gavras et Jorge Semprún                                                          | Z                                     |
| 1971  | Nommé    | Scénario original  | Éric Rohmer                                                                            | Ma nuit chez Maud                     |
| 1973  | Nommés   | Scénario original  | Jean-Claude Carrière et Luis Buñuel                                                    | Le Charme discret de la bourgeoisie   |
| 1973  | Nommé    | Scénario original  | Louis Malle                                                                            | Le Souffle au cœur                    |
| 1974  | Nommés   | Scénario original  | François Truffaut, Jean-Louis Richard et Suzanne Schiffman                             | La Nuit américaine                    |
| 1976  | Nommés   | Scénario original  | Claude Lelouch et Pierre Uytterhoeven                                                  | Toute une vie                         |
| 1977  | Nommés   | Scénario original  | Jean-Charles Tacchella et Danièle Thompson                                             | Cousin, cousine                       |
| 1978  | Nommés   | Scénario original  | Jean-Claude Carrière et Luis Buñuel                                                    | Cet obscur objet du désir             |
| 1980  | Nommés   | Scénario original  | Francis Veber, Édouard Molinaro, Marcello Danon et Jean Poiret                         | La Cage aux folles                    |
| 1981  | Nommés   | Scénario original  | Jean Gruault et Henri Laborit                                                          | Mon oncle d'Amérique                  |
| 1983  | Lauréats | Scénario adapté    | Costa-Gavras et Donald E. Stewart                                                      | Missing                               |
| 1988  | Nommé    | Scénario original  | Louis Malle                                                                            | Au revoir les enfants                 |
| 1989  | Nommé    | Scénario adapté    | Jean-Claude Carrière et Philip Kaufman                                                 | L'Insoutenable Légèreté de l'être     |
| 1989  | Nommée   | Scénario adapté    | Christine Edzard                                                                       | La Petite Dorrit                      |
| 1995  | Nommés   | Scénario original  | Krzysztof Kieślowski et Krzysztof Piesiewicz                                           | Trois couleurs : Rouge                |
| 2002  | Nommés   | Scénario original  | Jean-Pierre Jeunet et Guillaume Laurant                                                | Le Fabuleux Destin d'Amélie Poulain   |
| 2005  | Lauréats | Scénario original  | Michel Gondry, Pierre Bismuth et Charlie Kaufman                                       | Eternal Sunshine of the Spotless Mind |
| 2005  | Nommés   | Scénario adapté    | Julie Delpy, Richard Linklater, Ethan Hawke et Kim Krizan                              | Before Sunset                         |
| 2012  | Nommé    | Scénario original  | Michel Hazanavicius                                                                    | The Artist                            |
| 2013  | Nommé    | Scénario original  | Michael Haneke                                                                         | Amour                                 |
| 2014  | Nommés   | Scénario adapté    | Julie Delpy, Richard Linklater et Ethan Hawke                                          | Before Midnight                       |
| 2021  | Lauréats | Scénario adapté    | Florian Zeller et Christopher Hampton                                                  | The Father                            |
| 2024  | Lauréats | Scénario original  | Justine Triet et Arthur Harari                                                         | Anatomie d'une chute                  |
| 2025  | Nommée   | Scénario original  | Coralie Fargeat                                                                        | The Substance                         |
| 2025  | Nommé    | Scénario adapté    | Jacques Audiard                                                                        | Emilia Perez                          |

### Oscar de la meilleure musique de film
| Année | Statut  | Catégorie                                       | Personnalité(s)                                                                       | Film                                                              |
| ----- | ------- | ----------------------------------------------- | ------------------------------------------------------------------------------------- | ----------------------------------------------------------------- |
| 1946  | Nommé   | Partition d'un film dramatique ou d'une comédie | Alexandre Tansman                                                                     | Paris Underground                                                 |
| 1963  | Nommé   | Adaptation musicale                             | Michel Magne                                                                          | Gigot, le clochard de Belleville                                  |
| 1963  | Lauréat | Partition originale                             | Maurice Jarre                                                                         | Lawrence d'Arabie                                                 |
| 1964  | Nommé   | Adaptation musicale                             | Maurice Jarre                                                                         | Les Dimanches de Ville d'Avray                                    |
| 1965  | Nommé   | Adaptation musicale                             | Leo Arnaud, Robert Armbruster, Jack Elliott, Jack Hayes, Calvin Jackson et Leo Shuken | La Reine du Colorado                                              |
| 1966  | Lauréat | Partition originale                             | Maurice Jarre                                                                         | Docteur Jivago                                                    |
| 1966  | Nommé   | Chanson originale                               | Michel Legrand et Jacques Demy                                                        | Les Parapluies de Cherbourg (Je ne pourrai jamais vivre sans toi) |
| 1966  | Nommé   | Partition originale                             | Michel Legrand et Jacques Demy                                                        | Les Parapluies de Cherbourg                                       |
| 1966  | Nommé   | Adaptation musicale                             | Michel Legrand                                                                        | Les Parapluies de Cherbourg                                       |
| 1969  | Lauréat | Chanson originale                               | Michel Legrand                                                                        | L'Affaire Thomas Crown (The Windmills of Your Mind)               |
| 1969  | Nommé   | Partition originale                             | Michel Legrand                                                                        | L'Affaire Thomas Crown                                            |
| 1969  | Nommé   | Partition d'un film musical                     | Michel Legrand et Jacques Demy                                                        | Les Demoiselles de Rochefort                                      |
| 1969  | Nommés  | Chanson originale                               | Michel Legrand, Alan Bergman et Marilyn Bergman                                       | The Happy Ending (What Are You Doing for the Rest of Your Life)   |
| 1970  | Nommé   | Partition originale                             | Georges Delerue                                                                       | Anne des mille jours                                              |
| 1971  | Lauréat | Partition originale                             | Francis Lai                                                                           | Love Story                                                        |
| 1971  | Nommé   | Chanson originale                               | Michel Legrand, Alan Bergman et Marilyn Bergman                                       | Pieces of Dreams (Pieces of Dreams)                               |
| 1972  | Lauréat | Partition originale                             | Michel Legrand                                                                        | Un été 42                                                         |
| 1973  | Nommé   | Chanson originale                               | Maurice Jarre, Alan Bergman et Marilyn Bergman                                        | Juge et Hors-la-loi (Marmalade, Molasses and Honey)               |
| 1974  | Nommé   | Partition originale                             | Georges Delerue                                                                       | Le Jour du dauphin                                                |
| 1978  | Nommé   | Partition originale                             | Maurice Jarre                                                                         | Le Message                                                        |
| 1978  | Nommé   | Partition originale                             | Georges Delerue                                                                       | Julia                                                             |
| 1980  | Lauréat | Partition originale                             | Georges Delerue                                                                       | I love you, je t'aime                                             |
| 1981  | Nommé   | Partition originale                             | Philippe Sarde                                                                        | Tess                                                              |
| 1983  | Nommé   | Chanson originale                               | Michel Legrand                                                                        | Les Meilleurs Amis (How Do You Keep the Music Playing?)           |
| 1984  | Lauréat | Partition de chansons originales                | Michel Legrand                                                                        | Yentl                                                             |
| 1984  | Nommé   | Partition de chansons originales                | Michel Legrand, Alan Bergman et Marilyn Bergman                                       | Yentl (Papa, Can You Hear Me?)                                    |
| 1984  | Nommé   | Partition de chansons originales                | Michel Legrand, Alan Bergman et Marilyn Bergman                                       | Yentl (The Way He Makes Me Feel)                                  |
| 1985  | Lauréat | Partition originale                             | Maurice Jarre                                                                         | La Route des Indes                                                |
| 1986  | Nommé   | Partition originale                             | Georges Delerue                                                                       | Agnes of God                                                      |
| 1986  | Nommé   | Musique de film                                 | Maurice Jarre                                                                         | Witness                                                           |
| 1989  | Nommé   | Musique de film                                 | Maurice Jarre                                                                         | Gorilles dans la brume                                            |
| 1991  | Nommé   | Musique de film                                 | Maurice Jarre                                                                         | Ghost                                                             |
| 1997  | Lauréat | Musique de film                                 | Gabriel Yared                                                                         | Le Patient anglais                                                |
| 2000  | Nommé   | Musique de film                                 | Gabriel Yared                                                                         | Le Talentueux Mr Ripley                                           |
| 2004  | Nommé   | Musique de film                                 | Gabriel Yared                                                                         | Retour à Cold Mountain                                            |
| 2004  | Nommé   | Chanson originale                               | Benoît Charest et Sylvain Chomet                                                      | Les Triplettes de Belleville (Belleville Rendez-Vous)             |
| 2005  | Nommé   | Chanson originale                               | Bruno Coulais et Christophe Barratier                                                 | Les Choristes (Vois sur ton chemin)                               |
| 2007  | Nommé   | Musique de film                                 | Alexandre Desplat                                                                     | The Queen                                                         |
| 2008  | Nommé   | Chanson originale                               | Reinhardt Wagner et Frank Thomas                                                      | Faubourg 36 (Loin de Paname)                                      |
| 2009  | Nommé   | Musique de film                                 | Alexandre Desplat                                                                     | L'Étrange Histoire de Benjamin Button                             |
| 2010  | Nommé   | Musique de film                                 | Alexandre Desplat                                                                     | Fantastic Mr. Fox                                                 |
| 2011  | Nommé   | Musique de film                                 | Alexandre Desplat                                                                     | Le Discours d'un roi                                              |
| 2012  | Lauréat | Musique de film                                 | Ludovic Bource                                                                        | The Artist                                                        |
| 2013  | Nommé   | Musique de film                                 | Alexandre Desplat                                                                     | Argo                                                              |
| 2013  | Nommé   | Chanson originale                               | Claude-Michel Schönberg, Alain Boublil et Herbert Kretzmer                            | Les Misérables (Suddenly)                                         |
| 2014  | Nommé   | Musique de film                                 | Alexandre Desplat                                                                     | Philomena                                                         |
| 2015  | Nommé   | Musique de film                                 | Alexandre Desplat                                                                     | Imitation Game                                                    |
| 2015  | Lauréat | Musique de film                                 | Alexandre Desplat                                                                     | The Grand Budapest Hotel                                          |
| 2018  | Lauréat | Musique de film                                 | Alexandre Desplat                                                                     | La Forme de l'eau                                                 |
| 2019  | Nommé   | Musique de film                                 | Alexandre Desplat                                                                     | L'Île aux chiens                                                  |
| 2020  | Nommé   | Musique de film                                 | Alexandre Desplat                                                                     | Les Filles du docteur March                                       |
| 2025  | Nommés  | Musique de film                                 | Camille et Clément Ducol                                                              | Emilia Perez                                                      |
| 2025  | Nommés  | Chanson originale                               | Camille et Clément Ducol                                                              | Emilia Perez ("Mi Camino")                                        |
| 2025  | Lauréat | Chanson originale                               | Clément Ducol, Camille et Jacques Audiard                                             | Emilia Perez ("El Mal")                                           |

### Oscar de la meilleure direction artistiqueetOscar des meilleurs costumes
| Année | Statut   | Catégorie                | Personnalité(s)                                                                                                | Film                                |
| ----- | -------- | ------------------------ | --- | ----------------------------------- |
| 1932  | Nommé    | Décors                   | Lazare Meerson                                                                                                 | À nous la liberté                   |
| 1951  | Nommé    | Costumes (noir et blanc) | Jean-Louis Berthault                                                                                           | Comment l’esprit vient aux femmes   |
| 1952  | Nommé    | Décors (noir et blanc)   | Jean d’Eaubonne                                                                                                | La Ronde                            |
| 1953  | Lauréats | Décors (couleur)         | Marcel Vertès et Paul Sheriff                                                                                  | Moulin rouge                        |
| 1953  | Lauréat  | Costumes (couleur)       | Marcel Vertès                                                                                                  | Moulin rouge                        |
| 1953  | Nommé    | Costumes (noir et blanc) | Jean-Louis Berthault                                                                                           | L’Affaire de Trinidad               |
| 1954  | Nommé    | Costumes (noir et blanc) | Jean-Louis Berthault                                                                                           | Tant qu'il y aura des hommes        |
| 1955  | Nommés   | Costumes (noir et blanc) | Georges Annenkov et Rosine Delamare                                                                            | Madame de...                        |
| 1955  | Nommé    | Décors (noir et blanc)   | Max Ophüls | Le Plaisir                          |
| 1955  | Nommé    | Costumes (couleur)       | Jean-Louis Berthault, Mary Ann Nyberg et Irene Sharaff                                                         | Une étoile est née                  |
| 1955  | Nommé    | Costumes (noir et blanc) | Jean-Louis Berthault                                                                                           | Une femme qui s'affiche             |
| 1955  | Nommé    | Costumes (noir et blanc) | Christian Dior                                                                                                 | Station Terminus                    |
| 1956  | Nommé    | Costumes (noir et blanc) | Jean-Louis Berthault                                                                                           | Une femme diabolique                |
| 1957  | Lauréat  | Costumes (noir et blanc) | Jean-Louis Berthault                                                                                           | Une Cadillac en or massif           |
| 1958  | Nommé    | Costumes                 | Hubert de Givenchy et Edith Head                                                                               | Drôle de frimousse                  |
| 1958  | Nommé    | Costumes                 | Jean-Louis Berthault                                                                                           | La Blonde ou la Rousse              |
| 1959  | Nommé    | Costumes                 | Jean-Louis Berthault                                                                                           | Bell, Book and Candle               |
| 1960  | Lauréats | Décors (noir et blanc)   | Alexandre Trauner et Edward G. Boyle                                                                           | La Garçonnière                      |
| 1962  | Nommé    | Costumes (noir et blanc) | Jean-Louis Berthault                                                                                           | Jugement à Nuremberg                |
| 1962  | Nommé    | Costumes (couleur)       | Jean-Louis Berthault                                                                                           | Back Street                         |
| 1963  | Nommés   | Décors (noir et blanc)   | Léon Barsacq, Vincent Korda, Gabriel Béchir et Ted Haworth                                                     | Le Jour le plus long                |
| 1965  | Nommés   | Décors (noir et blanc)   | Raphaël Bretton et William Glasgow                                                                             | Chut... chut, chère Charlotte       |
| 1966  | Nommés   | Costumes (noir et blanc) | Jean-Louis Berthault et Bill Thomas                                                                            | La Nef des fous                     |
| 1967  | Nommés   | Décors (noir et blanc)   | Pierre Guffroy, Marc Frederix et Willy Holt                                                                    | Paris brûle-t-il ?                  |
| 1967  | Nommé    | Costumes (couleur)       | Jean-Louis Berthault                                                                                           | Un hold-up extraordinaire           |
| 1968  | Nommé    | Costumes                 | Jean-Louis Berthault                                                                                           | Millie                              |
| 1970  | Lauréats | Direction artistique     | Raphaël Bretton, John DeCuir, Jack Martin Smith, Herman A. Blumenthal, Walter M. Scott et George James Hopkins | Hello, Dolly!                       |
| 1971  | Lauréats | Direction artistique     | Pierre-Louis Thévenet, Urie McCleary, Gil Parrondo, Antonio Mateos                                             | Patton                              |
| 1973  | Nommés   | Direction artistique     | Raphaël Bretton, William J. Creber                                                                             | L'Aventure du Poséidon              |
| 1975  | Nommés   | Direction artistique     | Raphaël Bretton, William J. Creber et Ward Preston                                                             | La Tour infernale                   |
| 1976  | Nommés   | Direction artistique     | Alexandre Trauner, Tony Inglis et Peter James                                                                  | L'Homme qui voulut être roi         |
| 1979  | Nommés   | Direction artistique     | Daniel Robert (en) et Mel Bourne                                                                               | Intérieurs                          |
| 1981  | Lauréats | Direction artistique     | Pierre Guffroy et Jack Stephens                                                                                | Tess                                |
| 1981  | Lauréat  | Costumes                 | Anthony Powell                                                                                                 | Tess                                |
| 1981  | Nommé    | Costumes                 | Jean-Pierre Dorléac                                                                                            | Quelque part dans le temps          |
| 1984  | Nommée   | Costumes                 | Anne-Marie Marchand                                                                                            | Le Retour de Martin Guerre          |
| 1991  | Lauréat  | Costumes                 | Franca Squarciapino                                                                                            | Cyrano de Bergerac                  |
| 1991  | Nommés   | Direction artistique     | Jacques Rouxel et Ezio Frigerio                                                                                | Cyrano de Bergerac                  |
| 1992  | Nommée   | Costumes                 | Corinne Jorry                                                                                                  | Madame Bovary                       |
| 1995  | Nommée   | Costumes                 | Moidele Bickel                                                                                                 | La Reine Margot                     |
| 1997  | Nommés   | Direction artistique     | Philippe Turlure et Brian Morris                                                                               | Evita                               |
| 2001  | Nommés   | Direction artistique     | Jean Rabasse et Françoise Benoît-Fresco                                                                        | Vatel                               |
| 2002  | Nommées  | Direction artistique     | Aline Bonetto et Marie-Laure Valla                                                                             | Le Fabuleux Destin d'Amélie Poulain |
| 2005  | Nommée   | Direction artistique     | Aline Bonetto                                                                                                  | Un long dimanche de fiançailles     |
| 2008  | Nommée   | Costumes                 | Marit Allen | La Môme                             |
| 2010  | Nommée   | Costumes                 | Catherine Leterrier                                                                                            | Coco avant Chanel                   |
| 2012  | Lauréat  | Costumes                 | Mark Bridges                                                                                                   | The Artist                          |
| 2012  | Nommés   | Direction artistique     | Laurence Bennett et Robert Gould                                                                               | The Artist                          |
| 2012  | Nommées  | Direction artistique     | Anne Seibel et Hélène Dubreuil                                                                                 | Minuit à Paris                      |
| 2017  | Nommée   | Costumes                 | Madeline Fontaine                                                                                              | Jackie                              |

### Oscars techniques
| Année | Statut   | Catégorie                    | Personnalité(s)                                                                   | Film                                                  |
| ----- | -------- | ---------------------------- | --------------------------------------------------------------------------------- | ----------------------------------------------------- |
| 1940  | Nommés   | Photographie (couleur)       | Georges Périnal et Osmond Borradaile                                              | Les Quatre Plumes blanches                            |
| 1941  | Lauréat  | Photographie (couleur)       | Georges Périnal                                                                   | Le Voleur de Bagdad                                   |
| 1954  | Nommés   | Photographie (noir et blanc) | Henri Alekan et Frank Planer                                                      | Vacances romaines                                     |
| 1954  | Nommés   | Photographie (noir et blanc) | Joseph C. Brun                                                                    | Martin Luther                                         |
| 1963  | Lauréats | Photographie (noir et blanc) | Jean Bourgoin et Walter Wottitz                                                   | Le Jour le plus long                                  |
| 1963  | Lauréats | Effets visuels               | Jacques Maumont et Robert MacDonald                                               | Le Jour le plus long                                  |
| 1964  | Nommés   | Effets visuels               | Emil Kosa, Jr.                                                                    | Cléopâtre                                             |
| 1967  | Nommé    | Photographie (noir et blanc) | Marcel Grignon                                                                    | Paris brûle-t-il ?                                    |
| 1970  | Lauréate | Montage                      | Françoise Bonnot                                                                  | Z                                                     |
| 1970  | Nommés   | Effets visuels               | Eugène Lourié et Alex Weldon                                                      | Krakatoa à l'est de Java                              |
| 1978  | Nommés   | Mixage de son                | Jean-Louis Ducarme, Robert Knudson, Robert Glass et Richard Tyler                 | Le Convoi de la peur                                  |
| 1981  | Lauréats | Photographie                 | Ghislain Cloquet et Geoffrey Unsworth                                             | Tess                                                  |
| 1983  | Lauréats | Maquillage                   | Michèle Burke et Sarah Monzani                                                    | La Guerre du feu                                      |
| 1988  | Nommé    | Photographie                 | Philippe Rousselot                                                                | La Guerre à sept ans                                  |
| 1990  | Nommée   | Montage                      | Noëlle Boisson                                                                    | L'Ours                                                |
| 1991  | Nommés   | Maquillage                   | Michèle Burke et Jean-Pierre Eychenne                                             | Cyrano de Bergerac                                    |
| 1991  | Nommé    | Photographie                 | Philippe Rousselot                                                                | Henry et June                                         |
| 1993  | Lauréat  | Photographie                 | Philippe Rousselot                                                                | Et au milieu coule une rivière                        |
| 1993  | Nommé    | Photographie                 | Robert Fraisse                                                                    | L'Amant                                               |
| 1995  | Nommés   | Effets visuels               | Jacques Stroweis, John Bruno, Thomas L. Fisher et Patrick McClung                 | True Lies                                             |
| 1997  | Nommé    | Photographie                 | Darius Khondji                                                                    | Evita                                                 |
| 2002  | Nommé    | Photographie                 | Bruno Delbonnel                                                                   | Le Fabuleux Destin d'Amélie Poulain                   |
| 2002  | Nommés   | Mixage de son                | Vincent Arnardi, Guillaume Leriche et Jean Umansky                                | Le Fabuleux Destin d'Amélie Poulain                   |
| 2003  | Nommé    | Montage                      | Hervé de Luze                                                                     | Le Pianiste                                           |
| 2005  | Nommé    | Photographie                 | Bruno Delbonnel                                                                   | Un long dimanche de fiançailles                       |
| 2007  | Nommés   | Montage                      | Alex Rodriguez et Alfonso Cuarón                                                  | Les Fils de l'homme                                   |
| 2008  | Nommée   | Montage                      | Juliette Welfling                                                                 | Le Scaphandre et le Papillon                          |
| 2008  | Lauréats | Maquillage                   | Didier Lavergne et Jan Archibald                                                  | La Môme                                               |
| 2010  | Nommé    | Photographie                 | Bruno Delbonnel                                                                   | Harry Potter et le Prince de sang-mêlé                |
| 2011  | Nommés   | Effets visuels               | Nicolas Aithadi, Tim Burke, John Richardson et Christian Manz                     | Harry Potter et les reliques de la mort - 1re partie  |
| 2012  | Nommé    | Photographie                 | Guillaume Schiffman                                                               | The Artist                                            |
| 2012  | Nommés   | Montage                      | Anne-Sophie Bion et Michel Hazanavicius                                           | The Artist                                            |
| 2013  | Lauréats | Effets visuels               | Guillaume Rocheron, Bill Westenhofer, Erik De Boer et Donald Elliot               | L'Odyssée de Pi                                       |
| 2013  | Nommés   | Effets visuels               | Cédric Nicolas-Troyan, Philip Brennan, Neil Corbould et Michael Dawson            | Blanche-Neige et le Chasseur                          |
| 2014  | Nommé    | Photographie                 | Bruno Delbonnel                                                                   | Inside Llewyn Davis                                   |
| 2014  | Nommé    | Photographie                 | Philippe Le Sourd                                                                 | The Grandmaster                                       |
| 2015  | Nommés   | Effets visuels               | Stéphane Ceretti, Nicolas Aithadi, Paul Corbould et Jonathan Fawkner              | Les Gardiens de la Galaxie                            |
| 2017  | Nommés   | Effets visuels               | Stéphane Ceretti                                                                  | Doctor Strange                                        |
| 2018  | Nommé    | Photographie                 | Bruno Delbonnel                                                                   | Les Heures sombres                                    |
| 2020  | Lauréats | Effets visuels               | Guillaume Rocheron, Greg Butler et Dominic Tuohy                                  | 1917                                                  |
| 2021  | Nommé    | Montage                      | Frédéric Thoraval                                                                 | Promising Young Woman                                 |
| 2021  | Nommé    | Montage                      | Yorgos Lamprinos                                                                  | The Father                                            |
| 2021  | Lauréat  | Son                          | Nicolas Becker, Jaime Baksht, Philip Bladh, Carlos Cortés and Michelle Couttolenc | Sound of Metal                                        |
| 2022  | Nommés   | Photographie                 | Bruno Delbonnel                                                                   | The Tragedy of Macbeth                                |
| 2023  | Nommés   | Photographie                 | Darius Khondji                                                                    | Bardo (Bardo, falsa crónica de unas cuantas verdades) |
| 2024  | Nommés   | Montage                      | Laurent Sénéchal                                                                  | Anatomie d'une chute                                  |
| 2024  | Nommés   | Effets visuels               | Stéphane Ceretti                                                                  | Les Gardiens de la Galaxie Vol. 3                     |
| 2025  | Nommés   | Montage                      | Juliette Welfling                                                                 | Emilia Perez                                          |
| 2025  | Nommés   | Photographie                 | Paul Guilhaume                                                                    | Emilia Perez                                          |
| 2025  | Nommés   | Son                          | Erwan Kerzanet, Aymeric Devoldère, Maxence Dussère, Cyril Holtz et Niels Barletta | Emilia Perez                                          |
| 2025  | Nommés   | Maquillage                   | Julia Floch Carbonel, Emmanuel Janvier, et Jean-Christophe Spadaccini             | Emilia Perez                                          |
| 2025  | Lauréat  | Maquillage                   | Pierre-Oliver Persin, Stéphanie Guillon et Marilyne Scarselli                     | The Substance                                         |

### Oscars récompensant des courts métrages
Films nommés pour ou ayant remporté l'Oscar du meilleur court métrage en prises de vues réelles, l'Oscar du meilleur court métrage d'animation ou l'Oscar du meilleur court métrage documentaire.
| Année | Statut  | Catégorie                 | Film                             | Réalisateur(s) |
| ----- | ------- | ------------------------- | -------------------------------- | --- |
| 1950  | Lauréat | Fiction en deux bobines   | Van Gogh                         | Alain Resnais |
| 1952  | Nommé   | Fiction en deux bobines   | Balzac                           | Jean Vidal |
| 1960  | Lauréat | En prises de vues réelles | Histoire d'un poisson rouge      | Edmond Séchan |
| 1963  | Lauréat | En prises de vues réelles | Heureux Anniversaire             | Pierre Étaix |
| 1964  | Lauréat | En prises de vues réelles | La Rivière du hibou              | Robert Enrico |
| 1966  | Lauréat | En prises de vues réelles | Le Poulet                        | Claude Berri |
| 1967  | Nommé   | Documentaire              | Adolescence                      | Marin Karmitz |
| 1968  | Nommé   | Animation                 | Hypothese Beta                   | Jean-Charles Meunier |
| 1975  | Lauréat | En prises de vues réelles | Les borgnes sont rois            | Edmond Séchan et Michel Leroy |
| 1993  | Lauréat | En prises de vues réelles | Omnibus                          | Sam Karmann |
| 1994  | Nommé   | En prises de vues réelles | La Vis                           | Didier Flamand |
| 1998  | Nommé   | Animation                 | La Vieille Dame et les Pigeons   | Sylvain Chomet |
| 2003  | Nommé   | En prises de vues réelles | J'attendrai le suivant...        | Philippe Orreindy |
| 2008  | Lauréat | En prises de vues réelles | Le Mozart des pickpockets        | Philippe Pollet-Villard |
| 2008  | Nommé   | Animation                 | Même les pigeons vont au paradis | Samuel Tourneux et Simon Vanesse |
| 2009  | Nommé   | En prises de vues réelles | Manon sur le bitume              | Elizabeth Marre et Olivier Pont |
| 2009  | Nommé   | Animation                 | Oktapodi                         | Julien Bocabeille, François-Xavier Chanioux, Olivier Delabarre, Thierry Marchand, Quentin Marmier, Emud Mokhberi, étudiants à l'école des Gobelins |
| 2010  | Lauréat | Animation                 | Logorama                         | H5 (François Alaux, Hervé de Crécy et Ludovic Houplain)                                                                                            |
| 2010  | Nommé   | Animation                 | French Roast                     | Fabrice Joubert |
| 2011  | Nommé   | Animation                 | Madagascar, carnet de voyage     | Bastien Dubois |
| 2012  | Nommé   | Animation                 | Dimanche                         | Patrick Doyon |
| 2014  | Nommé   | En prises de vues réelles | Avant que de tout perdre         | Xavier Legrand |
| 2014  | Lauréat | Animation                 | Mr Hublot                        | Laurent Witz et Alexandre Espigares |
| 2015  | Nommé   | En prises de vues réelles | La Lampe au beurre de yak        | Hu Wei |
| 2016  | Nommé   | En prises de vues réelles | Ave Maria                        | Éric Dupont et Basil Khalil |
| 2017  | Nommé   | En prises de vues réelles | Ennemis intérieurs               | Selim Azzazi |
| 2017  | Nommé   | En prises de vues réelles | La Femme et le TGV               | Timo von Gunten |
| 2018  | Nommé   | Animation                 | Garden Party                     | Théophile Dufresne, Florian Babikian, Gabriel Grapperon, Lucas Navarro, Vincent Bayoux, Victor Caire, étudiants à l'ecole Mopa                     |
| 2020  | Nommé   | En prises de vues réelles | Nefta Football Club              | Yves Piat et Damien Megherbi |
| 2020  | Nommé   | Animation                 | Mémorable                        | Bruno Collet et Jean-François Le Corre |
| 2021  | Nommé   | Animation                 | Genius Loci                      | Adrien Merigeau et Amaury Ovise |
| 2021  | Lauréat | Documentaire              | Colette                          | Alice Doyard et Anthony Giacchino |
| 2024  | Nommé   | Animation                 | Pachyderme                       | Stéphanie Clément et Marc Rius |
| 2025  | Nommé   | Animation                 | Beurk !                          | Loïc Espuche et Juliette Marquet |
| 2025  | Nommé   | En prises de vues réelles | L'Homme qui ne se taisait pas    | Nebojša Slijepčević et Danijel Pek |

### Oscars scientifiques et techniques
Ces Oscars, remis au cours d'une soirée spéciale, récompensent les innovations technologiques selon trois catégories de prix (par ordre croissant) : l'Oscar de la contribution technique (sous la forme d'un certificat), l'Oscar d'ingénierie (sous la forme d'une plaque dorée) et l'Oscar du mérite (sous la forme d'une statuette).
| Année | Type de distinction                                   | Catégorie            | Personnalité(s) | Œuvre                                                                                       |
| ----- | ----------------------------------------------------- | -------------------- | --- | ------------------------------------------------------------------------------------------- |
| 1963  | Oscar du mérite scientifique ou technique (statuette) | Optiques             | Henri Chrétien avec Earl Sponable, Sol Halprin, Lorin Grignon, Herbert Bragg et Carl Faulkner de la société 20th Century Fox | Conception et développement du matériel, des procédés et techniques appelés « Cinémascope » |
| 1964  | Oscar scientifique et d'ingénierie (plaque)           | Optiques             | Pierre Angénieux | Conception du zoom cinématographique de rapport 10                                          |
| 1980  | Oscar scientifique et d'ingénierie (plaque)           | Grues de cinéma      | Jean-Marie Lavalou, Alain Masseron et David Samuelson                                                                        | Création et développement de la grue Louma                                                  |
| 1989  | Gordon E. Sawyer Awards                               | Optiques             | Pierre Angénieux | Prix honorifique                                                                            |
| 2004  | Oscar du mérite scientifique et technique (statuette) | Grues de cinéma      | Jean-Marie Lavalou, Alain Masseron et David Samuelson                                                                        | Conception et développement de la grue Louma, première grue télécommandée modulable         |
| 2008  | Oscar scientifique et d'ingénierie (plaque)           | Systèmes             | Jacques Delacoux et Alexandre Leuchter                                                                                       | Conception et développement du retour vidéo « Transvideo »                                  |
| 2008  | Oscar scientifique et d'ingénierie (plaque)           | Objectifs et filtres | Bruno Coumert, Jacques Debize, Dominique Chervin et Christophe Reboulet                                                      | Zooms Angénieux 15-40 et 28-76                                                              |